# ブディ・スダルソノ
ブディ・スダルソノ（インドネシア語: Budi Sudarsono、1979年9月19日 - ）は、インドネシアの元サッカー選手、サッカー指導者。元インドネシア代表。現役時代のポジションはFW。
AFCチャンピオンズリーグ2007のグループステージにプルシク・ケディリの一員として出場し2得点を挙げた他、2008 AFFスズキカップの得点王に輝いた選手である。

## 代表歴
インドネシア代表としての出場経験があり、AFCアジアカップでの得点で印象深い選手である。AFCアジアカップ2004のグループステージではカタール代表から得点を奪い、2-1での勝利に貢献した。この勝利はインドネシアにとって快挙であり、AFCアジアカップ1996でAFCアジアカップに初参戦して以来、初めての勝利であった。因みにもう一人の勝利の立役者はポナリョ・アスタマンであった。また、AFCアジアカップ2007の際にも得点を挙げ、グループDのバーレーン代表戦で得点、2-1での同国の勝利に貢献した。この時のもう一得点はバンバン・パムンカスであった。
2010 FIFAワールドカップ・アジア予選では、シリア代表から得点を挙げたものの、このホームゲームは1-4で敗北、もう1試合は7-0の敗北に終わり、予選落ちとなった。その後、2008年12月には2008 AFFスズキカップでカンボジア代表からハットトリックを達成し、得点王の一人に名を連ねた。AFCアジアカップ2011でもクウェート代表から得点を挙げ、1-1の引分に持ち込んだ。

## 個人
彼は6人兄弟の長子である。また、結婚しており2人の子供がいる。

## 個人成績
代表での得点一覧
| #  | 日附           | 場所                                                 | 対戦相手         | 得点 | 結果 | 大会                                |
| -- | -------------- | ---------------------------------------------------- | ---------------- | ---- | ---- | ----------------------------------- |
| 1  | 2002年12月21日 | ジャカルタ・ゲロラ・ブン・カルノ・スタジアム         | ベトナム         | 1-0  | 2-2  | 2002 タイガーカップ                 |
| 2  | 2002年12月23日 | ジャカルタ・ゲロラ・ブン・カルノ・スタジアム         | フィリピン       | 3-0  | 13-1 | 2002 タイガーカップ                 |
| 3  | 2004年3月31日  | アシガバート・アシガバート・オリンピック・スタジアム | トルクメニスタン | 1-1  | 3-1  | 2006 FIFAワールドカップ・アジア予選 |
| 4  | 2004年7月18日  | 北京市北京工人体育場                                 | カタール         | 0-1  | 1-2  | AFCアジアカップ2004                 |
| 5  | 2007年7月10日  | ジャカルタ・ゲロラ・ブン・カルノ・スタジアム         | バハマ           | 1-0  | 2-1  | AFCアジアカップ2007                 |
| 6  | 2007年11月9日  | ジャカルタ・ゲロラ・ブン・カルノ・スタジアム         | シリア           | 1-2  | 1-4  | 2010 FIFAワールドカップ・アジア予選 |
| 7  | 2008年8月21日  | ジャカルタ・ゲロラ・ブン・カルノ・スタジアム         | カンボジア       | 0-2  | 0-7  | ピアラ・ケメルデカーン2008          |
| 8  | 2008年8月21日  | ジャカルタ・ゲロラ・ブン・カルノ・スタジアム         | カンボジア       | 0-3  | 0-7  | ピアラ・ケメルデカーン2008          |
| 9  | 2008年8月21日  | ジャカルタ・ゲロラ・ブン・カルノ・スタジアム         | カンボジア       | 0-4  | 0-7  | ピアラ・ケメルデカーン2008          |
| 10 | 2008年8月21日  | ジャカルタ・ゲロラ・ブン・カルノ・スタジアム         | カンボジア       | 0-5  | 0-7  | ピアラ・ケメルデカーン2008          |
| 11 | 2008年8月25日  | ジャカルタ・ゲロラ・ブン・カルノ・スタジアム         | ミャンマー       | 3-0  | 4-0  | ピアラ・ケメルデカーン2008          |
| 12 | 2008年12月5日  | ジャカルタ・ゲロラ・ブン・カルノ・スタジアム         | ミャンマー       | 1-0  | 3-0  | 2008 AFFスズキカップ                |
| 13 | 2008年12月7日  | ジャカルタ・ゲロラ・ブン・カルノ・スタジアム         | カンボジア       | 0-1  | 0-4  | 2008 AFFスズキカップ                |
| 14 | 2008年12月7日  | ジャカルタ・ゲロラ・ブン・カルノ・スタジアム         | カンボジア       | 0-2  | 0-4  | 2008 AFFスズキカップ                |
| 15 | 2008年12月7日  | ジャカルタ・ゲロラ・ブン・カルノ・スタジアム         | カンボジア       | 0-3  | 0-4  | 2008 AFFスズキカップ                |
| 16 | 2009年12月18日 | ジャカルタ・ゲロラ・ブン・カルノ・スタジアム         | クウェート       | 1-0  | 1-1  | AFCアジアカップ2011予選             |

## タイトル

### クラブ
プルシジャ・ジャカルタ
- リーガ・インドネシア・プレミアディヴィジョン: 2001

スリウィジャヤFC
- ピアラ・インドネシア: 2008-09
- コミュニティ・シールド・インドネシア: 2010